# مبدأ جارمان بيل
مبدأ جارمان-بيل هو مفهوم في علم البيئة مفاده أن جودة الغذاء الذي يتناوله العاشب تنخفض مع زيادة حجمه، و لكن كمية هذا الغذاء تزداد لمواجهة الأطعمة ذات الجودة المنخفضة.    يتم ذلك من خلال ملاحظة الخصائص القياسية (التدرج غير الخطي) للحيوانات العاشبة.   و قد تم صياغة المبدأ بواسطة PJ Jarman (1968.  ) و RHV Bell (1971  ). 
يمكن للحيوانات العاشبة الكبيرة أن تعيش على طعام منخفض الجودة.   لأن حجم أمعائهم أكبر من حجم أمعاء الحيوانات العاشبة الأصغر حجمًا.  يؤدي الحجم الأكبر إلى كفاءة هضمية أفضل، و بالتالي يسمح بالاستهلاك المناسب للأطعمة منخفضة الجودة.  في المقابل تتطلب الحيوانات العاشبة الصغيرة المزيد من الطاقة لكل وحدة من كتلة الجسم مقارنة بالحيوانات العاشبة الكبيرة.  و ذلك يعني أنه عندما يكون الحجم صغير، وبالتالي حجم الأمعاء أصغر و الكفاءة منخفضة، فإن هذه الحيوانات تحتاج إلى اختيار طعام عالي الجودة للعمل. بمعنى آخر ، أمعائهم الصغيرة تحد من مقدار المساحة المخصصة للطعام، لذا فهم يأكلون كميات قليلة من الغذاء عالي الجودة.  إضافة إلى ذلك، تمارس بعض الحيوانات أكل البراز ، حيث تتناول المواد البرازية لإعادة تدوير العناصر الغذائية غير المستغلة/غير المهضومة. 
ومع ذلك، فإن مبدأ جارمان-بيل ليس خاليًا من الاستثناء.  وقد لوحظ أن الأعضاء العاشبة الصغيرة من الثدييات والطيور والزواحف لا تتوافق مع اتجاه ارتباط كتلة الجسم الصغيرة بالطعام عالي الجودة.  كانت هناك أيضًا خلافات حول الآلية وراء مبدأ جارمان-بيل؛ حيث إن أحجام الجسم الأكبر لا تزيد من كفاءة الجهاز الهضمي. 
إن الآثار المترتبة على قدرة الحيوانات العاشبة الأكبر حجمًا على العيش على طعام رديء الجودة مقارنة بالحيوانات العاشبة الأصغر حجمًا تعني أن هذا المبدأ قد يساهم في تقديم دليل على قاعدة كوب .   علاوة على ذلك، فإن مبدأ جارمان-بيل مهم أيضًا من خلال توفير الأدلة للإطار البيئي لـ "تقسيم الموارد، والمنافسة، واستخدام الموائل، وتكديس الأنواع في البيئات"  وقد تم تطبيقه في العديد من الدراسات.

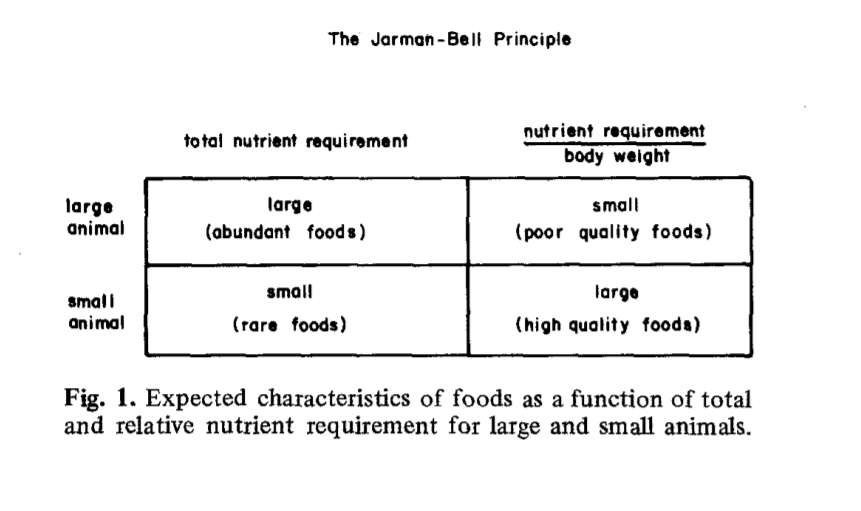
الخصائص المتوقعة في الحيوانات الكبيرة والصغيرة تم جدولتها وفقًا لمبدأ جارمان-بيل. الصورة من تصوير ستيفن جيه سي جولين.

## روابط مع قياس التباين
تشير القياسات التباينية إلى عامل القياس غير الخطي لمتغير واحد بالنسبة إلى متغير آخر. فيتم التعبير عن العلاقة بين هذه المتغيرات بقانون القوة ، حيث الأس هو قيمة لا تساوي 1 (ومن ثم يعني علاقة غير خطية). 

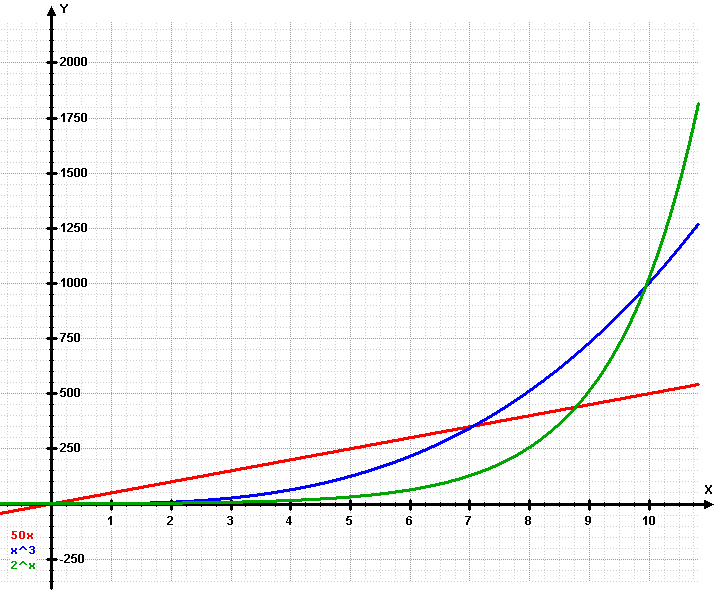
بافتراض المحور التقليدي (x، y)، الخط الأحمر: مستقيم، يشير إلى علاقة خطية بين المحور (x) والمحور (y). الأزرق والأخضر: منحنيان، يدلان على علاقة غير خطية أو علاقة لوغاريتمية.

يمكن التعبير عن العلاقات التباينية رياضيا على النحو التالي:
{\displaystyle y=aBM^{b},b\neq 1}  (BM = كتلة الجسم)

### قانون كلايبر
يصف قانون كلايبر كيف تستخدم الحيوانات الأكبر حجمًا طاقة أقل مقارنة بالحيوانات الصغيرة. حيث قام ماكس كلايبر بتطوير صيغة لتقدير هذه الظاهرة (القيم الدقيقة ليست متسقة دائمًا). 
{\displaystyle MR=70*W^{0.75}}  حيث MR = معدل الأيض (كيلو كالوري/يوم)، W = الوزن/كتلة الجسم (كجم)
تتناسب سعة الأمعاء بشكل خطي مع حجم الجسم (سعة الأمعاء = BM 1.0 ) ولكن التمثيل الغذائي للصيانة (الطاقة المطلوبة للحفاظ على التوازن الداخلي ) يتناسب بشكل جزئي (= BM 0.75 ).  يرتبط كلا العاملين من خلال نسبة المتطلبات الأيضية إلى سعة الأمعاء (MR/GC).  إذا زادت كتلة الجسم، فإن النسبة المرصودة توضح كيف أن الأجسام الكبيرة تظهر نسبة MR/GC أقل نسبيًا مقارنة بالجسم الصغير.  وهذا يعني أن الحيوانات العاشبة الأصغر حجمًا تحتاج إلى طاقة أيضية أكبر لكل وحدة من كتلة الجسم مقارنة بالحيوانات العاشبة الأكبر حجمًا. 

### مدة الاحتفاظ
القياس التبايني لوقت الاحتفاظ (الوقت الذي يظل فيه الطعام داخل الجهاز الهضمي ) فيما يتعلق بكتلة الجسم:
{\displaystyle T_{r}=7.67*D*W^{0.346}}  حيث T r = زمن الاحتفاظ (بالساعات)، D = قابلية هضم الطعام، W = الوزن/كتلة الجسم (كجم).
تم تحسين هذه الصيغة من إصدار سابق لأن الصيغة السابقة أخذت في الاعتبار الأمعاء بأكملها، بدلاً من التركيز على موقع التخمير حيث يتم تكسير السليلوز (المادة الليفية). 

## توضيح

### استيعاب الطعام
تعتمد الطاقة المكتسبة من الطعام على معدل الهضم و مدة الاحتفاظ و محتوى الطعام القابل للهضم. 
باعتبارها حيوانات عاشبة ، يتم تناول الطعام من خلال ثلاث خطوات رئيسية: الابتلاع ، و الهضم،، و الامتصاص . 
يعد الطعام النباتي صعب الهضم  ويتم ذلك بمساعدة الميكروبات التكافلية في أمعاء الحيوانات العاشبة.   عندما يمر الطعام عبر الجهاز الهضمي (بما في ذلك حجرات المعدة المتعددة)، فإنه يتحلل بشكل أكبر من خلال الميكروبات التكافلية   في مواقع التخمير.
هناك أنواع مختلفة من برامج المعدة: 
1. المجترات : معدة ذات أربع حجرات [15]  تحدث فيها التخمرات في الكرش (المعدة الأولى).
2. المجترات الكاذبة : المجترات ذات المعدة المكونة من ثلاث حجرات[بحاجة لمصدر]
3. أحادي المعدة : معدة واحدة، ولكن يمكن أن يحدث التخمر في أماكن متعددة اعتمادًا على الحيوان. تشمل الأماكن الأمعاء الأمامية والقولون والأعور والأمعاء الخلفية . [10]

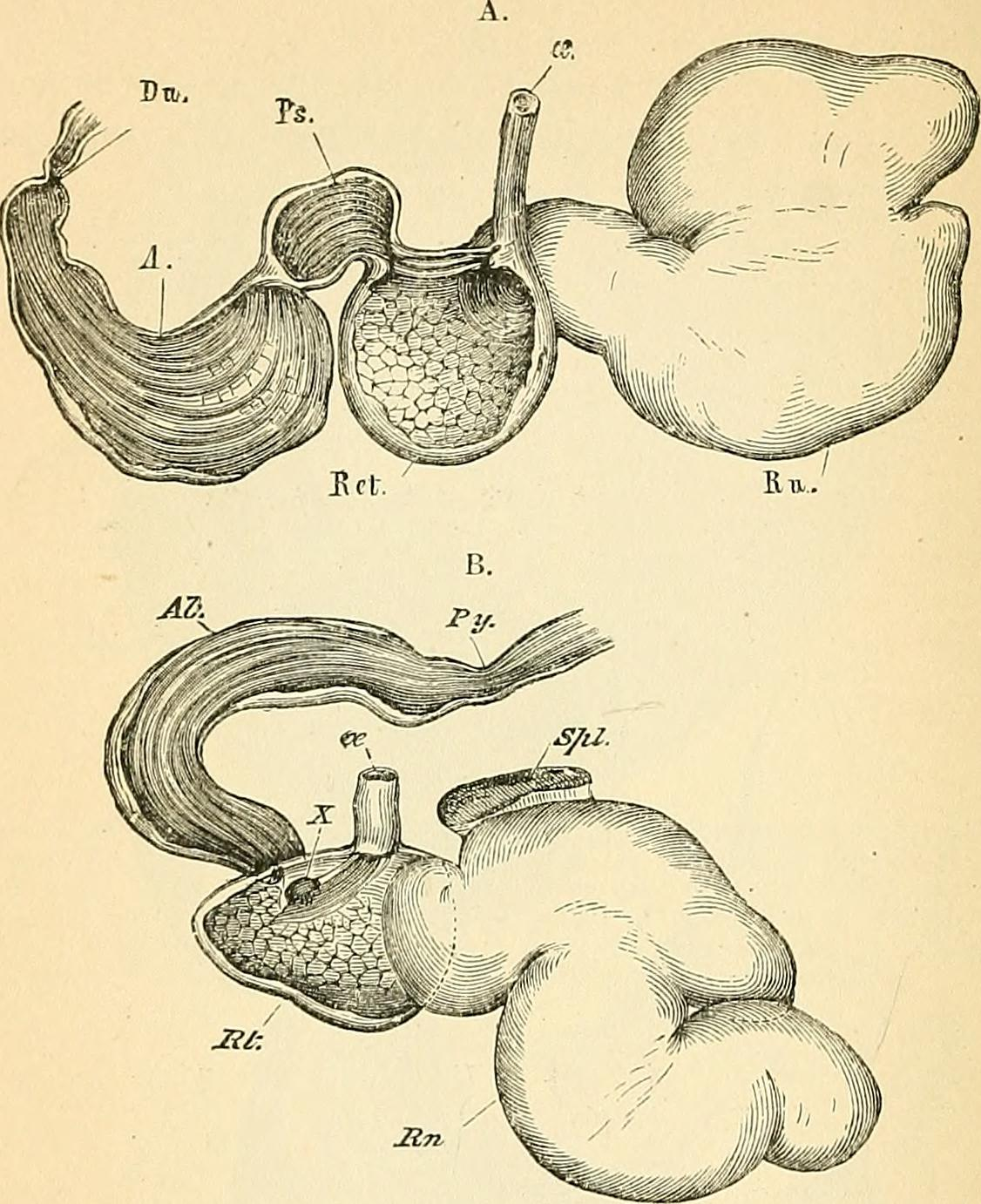
كلاهما من الحيوانات العاشبة مع وجود معدة ذات غرف متعددة، مما يدل على وجود كرش.

بالترتيب، تمثل برامج المعدة المستوى العام للكفاءة عند هضم الطعام النباتي؛ حيث تكون المجترات أفضل مقارنة بالمجترات الكاذبة و الحيوانات أحادية المعدة أيضا.  لا يسمح تطور الكرش بموقع للتخمير فحسب، بل يقلل أيضًا من هضم الطعام (زيادة وقت الاحتفاظ).  ومع ذلك، فإن كتلة الجسم التي تتراوح من 600 إلى 1200 يعتبر كيلو جرام كافيًا لإحداث قدر كافٍ من الهضم داخلها بغض النظر عن خطة المعدة. 

### رابط لمبدأ جارمان-بيل
يشير مبدأ جارمان-بيل إلى أن جودة الطعام الذي يستهلكه الحيوان العاشب تتناسب عكسياً مع حجم العاشب، و لكن كمية هذا الطعام تكون عكسية أيضا.  يعتمد المبدأ على القياس غير الخطي للحجم و متطلبات الطاقة.
معدل التمثيل الغذائي لكل وحدة من كتلة الجسم للحيوانات الكبيرة بطيء بما يكفي للانخفاض في ظل تدفق مستمر من الغذاء منخفض الجودة.  و مع ذلك، لدى الحيوانات الصغيرة، يكون المعدل أعلى و لا يمكنها الحصول على طاقة كافية من الطعام منخفض الجودة للعيش عليه. 
يتناسب طول الجهاز الهضمي بشكل متناسب مع حجم الحيوان.  فيسمح الجهاز الهضمي الأطول بوقت احتفاظ أطول و بالتالي يزيد من كفاءة الهضم و الامتصاص كذلك. 

#### كتلة الجسم الأكبر
يؤدي الغذاء ذو الجودة الرديئة إلى انتقاء الحيوانات لتنمو بحجم أكبر، وبالتالي تطوير كفاءة هضمية متزايدة مقارنة بالحيوانات الأصغر حجمًا.  تمتلك الحيوانات ذات الحجم الأكبر جهازًا هضميًا أكبر/أطول، مما يسمح بمعالجة كميات أكبر من الطعام منخفض الجودة (وقت الاحتفاظ).  على الرغم من أن الحيوانات العاشبة يمكنها استهلاك طعام عالي الجودة، إلا أن الوفرة النسبية للطعام منخفض الجودة و العوامل البيئية الأخرى مثل المنافسة على الموارد ووجود الحيوانات المفترسة تؤثر على سلوك البحث عن الطعام للحيوان   بحيث تستهلك في المقام الأول طعامًا منخفض الجودة. إضافة إلى ذلك، تشمل العوامل الأخرى حجم الفم الذي يقيد القدرة الانتقائية على البحث عن الطعام، والطاقة المطلقة التي تتطلبها الحيوانات الكبيرة مقارنة بالحيوانات الصغيرة (على الرغم من أن الحيوانات الأصغر تتطلب طاقة أعلى لكل وحدة كتلة جسم). 

#### كتلة الجسم الأصغر
تمتلك الحيوانات الصغيرة جهازًا هضميًا محدودًا نسبيًا مقارنة بالحيوانات الأكبر حجمًا. وعلى هذا النحو، فإن لديهم فترة احتفاظ أقصر بالطعام ولا يستطيعون هضم و امتصاصه بنفس الدرجة التي تستطيعها الحيوانات الأكبر حجمًا.  و للتغلب على هذا العيب، يتم اختيار طعام عالي الجودة، مع تحديد الكمية حسب حجم أمعاء الحيوانات. هناك طريقة أخرى لمكافحة هذا وهي ممارسة أكل البراز ، حيث يؤدي إعادة تناول المواد البرازية إلى إعادة تدوير العناصر الغذائية غير المستغلة/غير المهضومة. 
ومع ذلك، هناك أيضًا تقارير عن حيوانات أكبر حجمًا، بما في ذلك الرئيسيات و الخيول (تحت قيود غذائية)، تمارس أكل البراز. 
من خلال المرونة الإضافية المتمثلة في العيش على طعام منخفض الجودة، يشير مبدأ جارمان-بيل إلى ميزة تطورية للحيوانات الأكبر حجمًا وبالتالي يوفر دليلاً على قاعدة كوب. 

مخطط تخطيطي لحيوان أحادي المعدة (الإنسان العاقل). يتم تسليط الضوء على الأعور باللون البرتقالي. في الحيوانات العاشبة، يكون الأعور متضخمًا.

### الاستثناءات
يوجد بعض الاستثناءات الجديرة بالملاحظة لمبدأ جارمان-بيل.  و قد لوحظ أن الأعضاء العاشبة الصغيرة من فئة الثدييات والطيور و الزواحف لا تتوافق مع اتجاه ارتباط كتلة الجسم الصغيرة بالطعام عالي الجودة.  و قد يكون هذا التناقض ناتجًا عن عوامل بيئية تمارس الضغط و تشجع على اتباع نهج تكيفي مع البيئة المعينة، بدلاً من اتخاذ شكل مثالي من وظائف الجهاز الهضمي. 
لوحظ أن القوارض الصغيرة التي خضعت لنظام غذائي منخفض الجودة زادت من تناول الطعام وزاد حجم الأعور والأمعاء لديها، مما أدى إلى مواجهة نظامها الغذائي منخفض الجودة من خلال السماح بالاستهلاك الفعال لمثل هذا الطعام وبالتالي دحض الارتباط بين جودة النظام الغذائي و حجم الجسم.  

## دحض آلية مبدأ جارمان-بيل
على الرغم من أن نمط انخفاض جودة الغذاء و حجم الجسم يبدو متسقًا عبر أنواع متعددة، إلا أن التفسير وراء المبدأ (الحجم الأكبر يسمح بهضم أفضل من خلال وقت احتفاظ أطول) كان محل نزاع.   
يزعم م. كلاوس وآخرون أن وقت الاحتفاظ لا يتناسب مع كتلة الجسم التي تزيد عن 500 جرام.  و هذا يعني أن الأنواع الأصغر حجماً (التي يزيد وزنها عن 500 جرام و لكنها ليست كبيرة جداً) قد لوحظ أنها تنافس الأنواع الأكبر حجماً في متوسط وقت الاحتفاظ بها.
تمت ملاحظة أن وقت الاحتفاظ يتناسب مع تناول الطعام فقط في الحيوانات غير المجترات، وليس المجترات. يقترح كلاوس و آخرون  أن هذا يرجع إلى التكيفات المتنوعة التي تدعم الكرش بحيث تظل كفاءة الهضم لدى المجترات ثابتة و مستقلة عن حجم الجسم و تناول الطعام. 

## التطبيقات والأمثلة
بالإضافة إلى توفير الأدلة على الأطر البيئية مثل "تقسيم الموارد، و المنافسة، واستخدام الموائل، و تكديس الأنواع في البيئة" وقاعدة كوب،   تم تطبيق مبدأ جارمان-بيل لنمذجة سلوكيات الرئيسيات وشرح الفصل الجنسي في ذوات الحوافر .

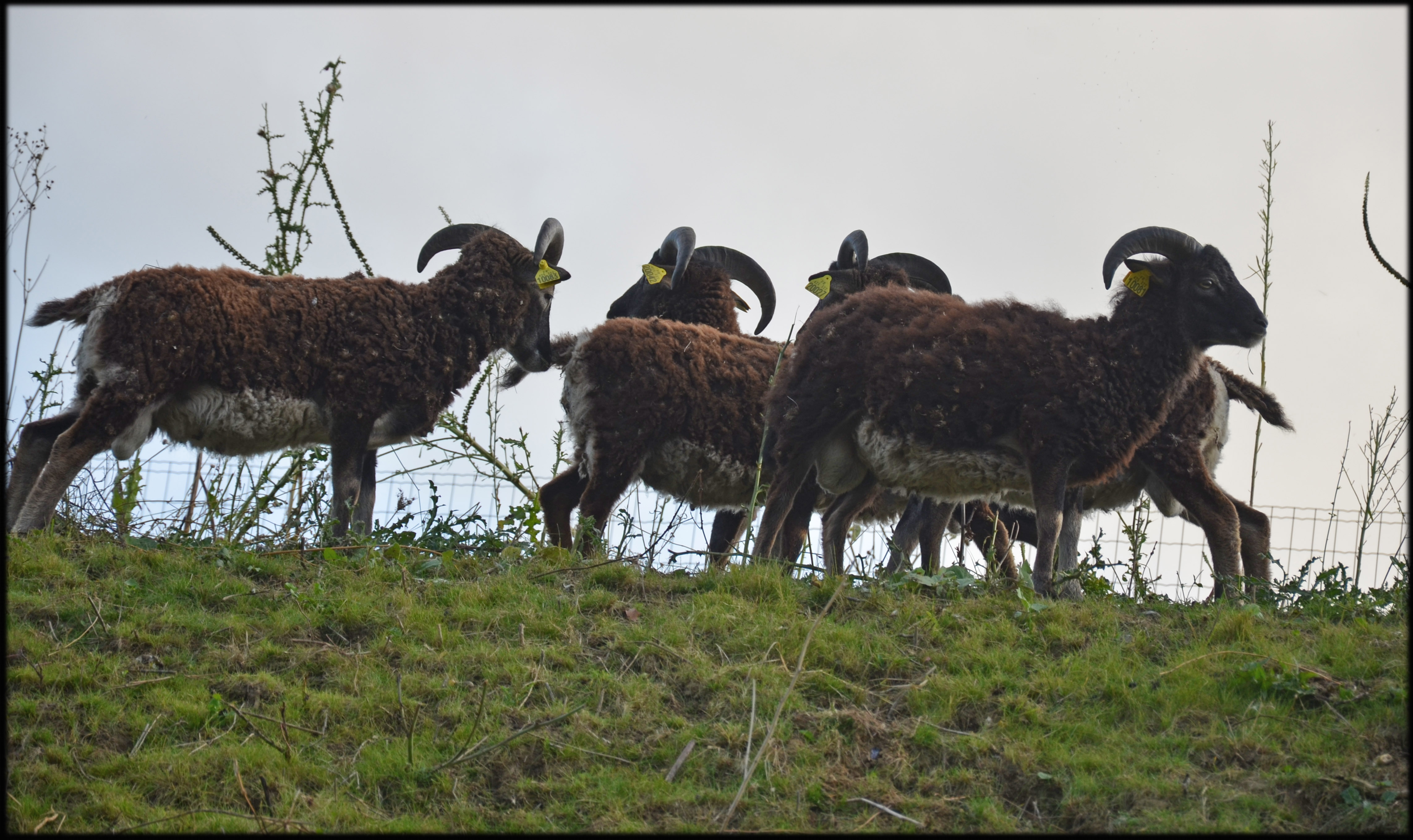
رعي الأغنام. يشير نوع القرن المتشابه من الناحية الشكلية إلى وجود فصل جنسي في هذا القطيع. تم الحصول على هذه الصورة من موقع ويكي كومنز، ولذلك فمن غير الواضح ما إذا كان الفصل العنصري قد تأثر بالإنسان أم الطبيعة.

### الفصل الجنسي في ذوات الحوافر المتعددة الزوجات
لوحظ الفصل الجنسي في أغنام سواي ( Ovis aries )،  التي تعتبر  متعددة الزوجات بطبيعتها؛ حيث يكون للذكور شركاء متعددون. وقد تم اقتراح فرضيتين رئيسيتين لتفسير تلك الظاهرة المرصودة: 

#### فرضية التباين الجنسي وحجم الجسم
ذكور الأغنام سواي أكبر حجمًا من الإناث من الناحية المورفولوجية . إن الحجم الإجمالي الأكبر يشير إلى حجم أكبر للأمعاء، وبالتالي كفاءة الجهاز الهضمي. وبما أن الذكور أكبر حجمًا، فإنهم يستطيعون العيش على طعام أقل جودة. و يؤدي هذا إلى تقسيم الموارد بين الذكور و الإناث وبالتالي الفصل الجنسي داخل الأنواع . 

#### فرضية ميزانية النشاط
يعتمد الوقت المستغرق لمعالجة الطعام على حسب جودة الطعام؛ فالأطعمة الفقيرة/الغنية بالألياف تتطلب وقتًا أطول للمعالجة و الإجترار.  يؤثر هذا الوقت الإضافي على السلوك، و يؤدي إلى الفصل بين مجموعة من ذوات الحوافر بسبب جودة الغذاء.  نظرًا لأن الذكور أكبر حجمًا ويمكنهم التعامل مع طعام منخفض الجودة، فإن نشاطهم الغذائي و التغذوي يختلف عن الإناث. 

#### كفاءة الهضم بين الجنسين في اغنام سواي
قام بيريز-باربيريا إف جيه وآخرون (2008) باختبار الفرضية المقترحة عن طريق تغذية أغنام سواي على العشب و القش ومراقبة كفاءة الهضم بين الجنسين من خلال مخرجاتهم البرازية.  و نظرًا لأن الطعام المقدم هو نفسه، فإن وجود المزيد من المواد البرازية يعني هضمًا أقل وبالتالي انخفاض فعالية الهضم.  أنتجت ذكور الأغنام  كمية أقل من البراز مقارنة بالإناث.  على الرغم من أن هذه النتيجة تتفق مع مبدأ جارمان-بيل من حيث أنها تلاحظ العلاقة بين الحجم وجودة الغذاء، إلا أنها لا تفسر بشكل كافٍ الفرضيات المقترحة الاخرى. 
بالنسبة للفرضية (1)، تم الاحتفاظ بالأغنام في بيئة يتم فيها التحكم في وفرة الغذاء وجودته. لم تكن هناك حاجة لتقسيم الموارد و حدوث الفصل بينها. 
بالنسبة للفرضية (2)، هناك العديد من العوامل الخارجية التي قد تؤثر على التغيرات السلوكية لدى الذكور، بما يكفي لتحفيز الفصل الجنسي، والتي لم يتم استكشافها في تجربة Pérez-Barbería F. J، وآخرون.  في التجربة، تم الاحتفاظ بالأغنام في بيئة خاضعة للرقابة مع نظام غذائي خاضع للرقابة أيضا عبر مراقبة كفاءة الجهاز الهضمي فقط. فكانت النتيجة أن الذكور استهلكوا كمية أكبر من الطعام مقارنة بالإناث، وبالتالي كان لديهم قدر أكبر من الطاقة لإنفاقها.  إن الأنشطة مثل مراقبة الحيوانات المفترسة، أو الهجرة أو حتى الوقوف كلها تستهلك الطاقة، وبما أن الذكور لديهم المزيد من الطاقة، فقد يكون هناك مجال كافٍ لتحفيز الفصل الجنسي.  ومع ذلك، فإن نسبة التكلفة إلى الفائدة المترتبة على الانفصال عن مجموعة ما تظل غامضة و يصعب اختبارها. 

#### بداية الفصل الجنسي الناجمة عن الحجم
من خلال ملاحظة قابلية هضم الطعام الفعالة في أغنام سواي، يبدو أن مبدأ جارمان-بيل ينطبق على مستوى داخل النوع.  تم اختبار العتبة التي يحدث عندها هذا عند 30%، لكن دراسات أخرى (Ruckstuhl و Neuhaus 2002) أظهرت أن العتبة قريبة من 20% 

### نمذجة سلوك الرئيسيات
تختلف الرئيسيات بشكل كبير في نطاقها الغذائي، وتكيفاتها الشكلية والفسيولوجية العامة.  تم استخدام مبدأ جارمان-بيل للمساعدة في تنظيم هذه المتغيرات.  ويتوقع وجود اتجاه سلبي بين حجم الجسم وجودة الغذاء.  ويتم دعم هذا الاتجاه من خلال التكيفات التي لوحظت لدى الرئيسيات وكيفية مساعدتها على البقاء في بيئتها.  يمكن أيضًا استخدام المبدأ لتكوين فرضية حول النظام الغذائي العام للرئيسيات المكتشفة حديثًا/الغامضة التي لم يتم البحث فيها من خلال مراعاة حجم جسم الحيوان.  على سبيل المثال، كانت المعلومات حول الشمبانزي القزم نادرة في حوالي ثمانينيات القرن العشرين.  ومع ذلك، كان من المتوقع أن يكون نظامه الغذائي غنيًا بالفواكه. 
قام ستيفن جيه سي جولين بفحص 102 نوعًا من الرئيسيات (من مختلف الأدبيات العلمية) بحثًا عن روابط بين الحجم والنظام الغذائي، ومن ثم مبدأ جارمان بيل.  يبدو أن الرئيسيات آكلة اللحوم والنباتات غير متسقة مع هذا الاتجاه، ويرجع ذلك على الأرجح إلى تنوع نظامها الغذائي. 

#### الأنظمة الغذائية آكلة اللحوم

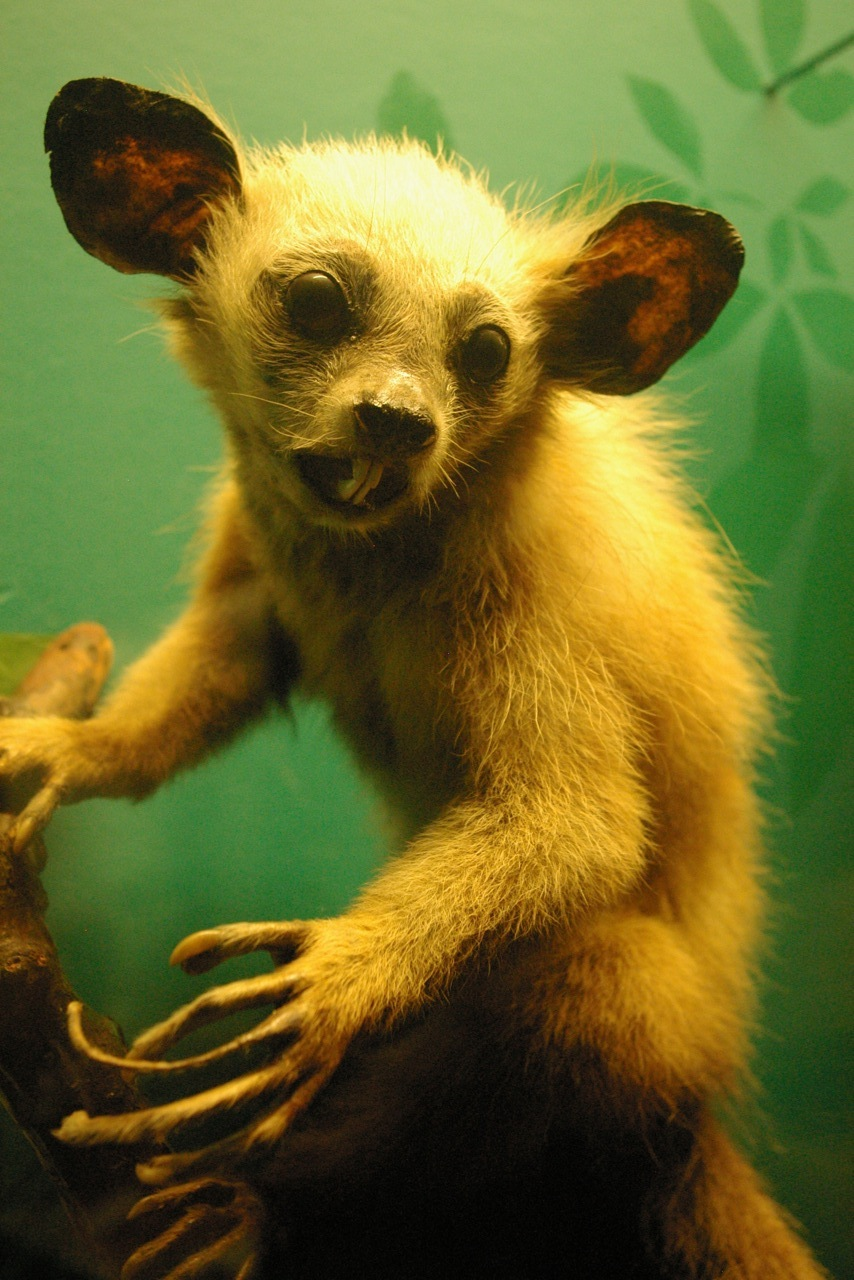
ايي ايي. لاحظ الأصابع الطويلة لتحديد موقع الفريسة عن طريق الصدى.

- الآيآي هو من الرئيسيات الكبيرة التي تعتمد في نظامها الغذائي على الحشرات بشكل حصري تقريبًا. [1] يبدو أن هذا يتعارض مع مبدأ جارمان-بيل. [1] ومع ذلك، فإن التكيفات المتخصصة، مثل الأذنين الكبيرة والأصابع الطويلة لتحديد موقع اليرقات باستخدام الصدى ، تسمح للآي آي بالتكيف مع هذا النظام الغذائي. [1] وهذا يدعم فكرة أن مبدأ جارمان-بيل ليس عالميًا، وأنه اعتمادًا على ظروف التكيفات المتخصصة في هذه الحالة، فإن الاتجاه المتوقع لا يتم اتباعه. [1]

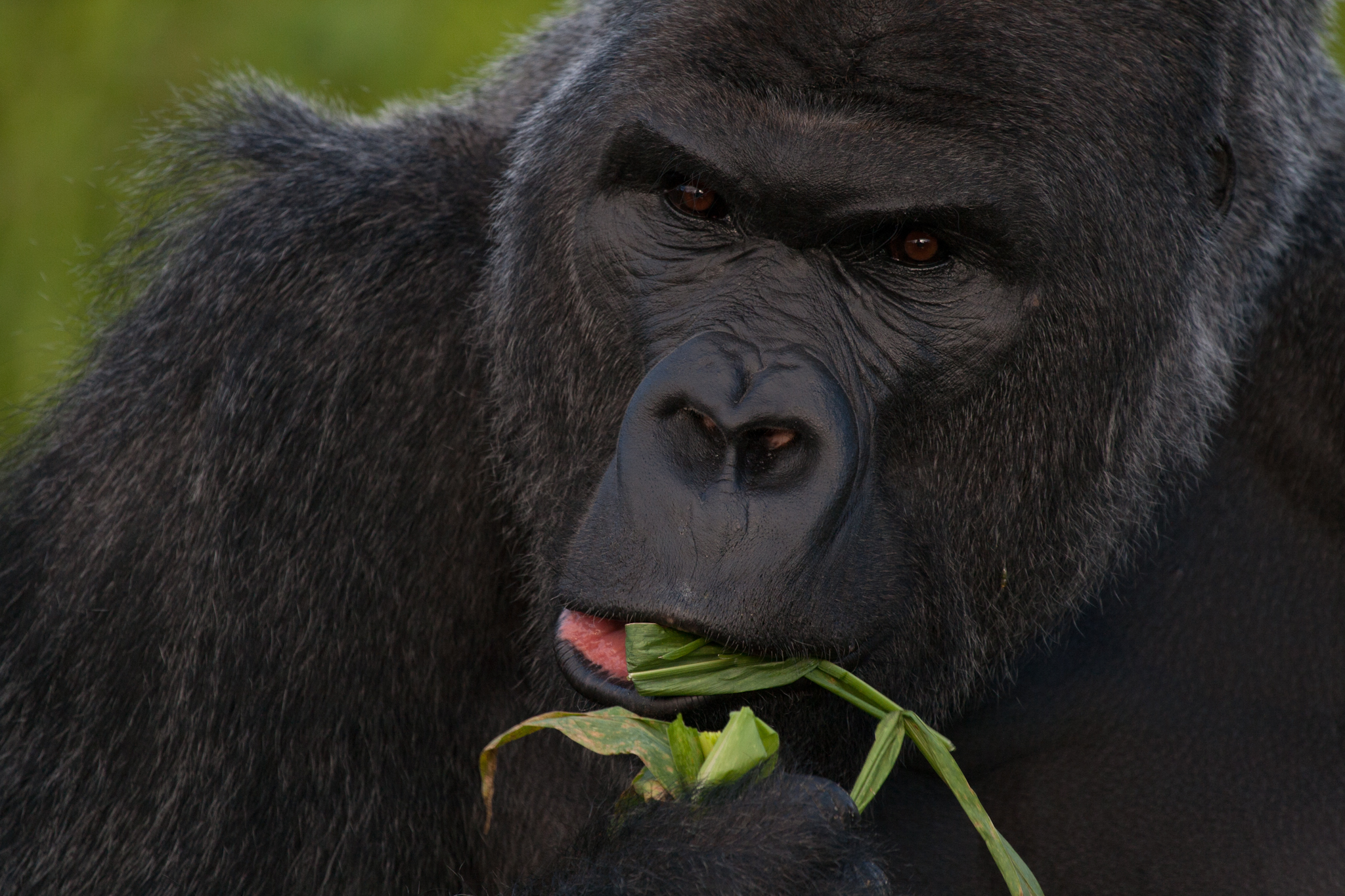
غوريلا الأراضي المنخفضة الغربية تتناول طعامًا عشبيًا

#### الأنظمة الغذائية العاشبة
- تظهر الكولوبينات التي تتغذى بشكل كبير على طعام منخفض الجودة صفات تشبه المجترات مثل الهضم عن طريق الميكروبات التكافلية في معدة أمامية منفصلة. [1]
- تعتبر الليمورات الرياضية من الحيوانات آكلة النباتات الصغيرة للغاية. إنهم يمارسون أكل البراز لتعظيم استخلاص العناصر الغذائية. [1]
- الغوريلا الغربية كبيرة الحجم وتتغذى على الأعشاب بشكل كبير؛ حيث يتكون نظامها الغذائي من 90% من الأطعمة العاشبة. [1]

#### الأنظمة الغذائية آكلة اللحوم و الأسماك

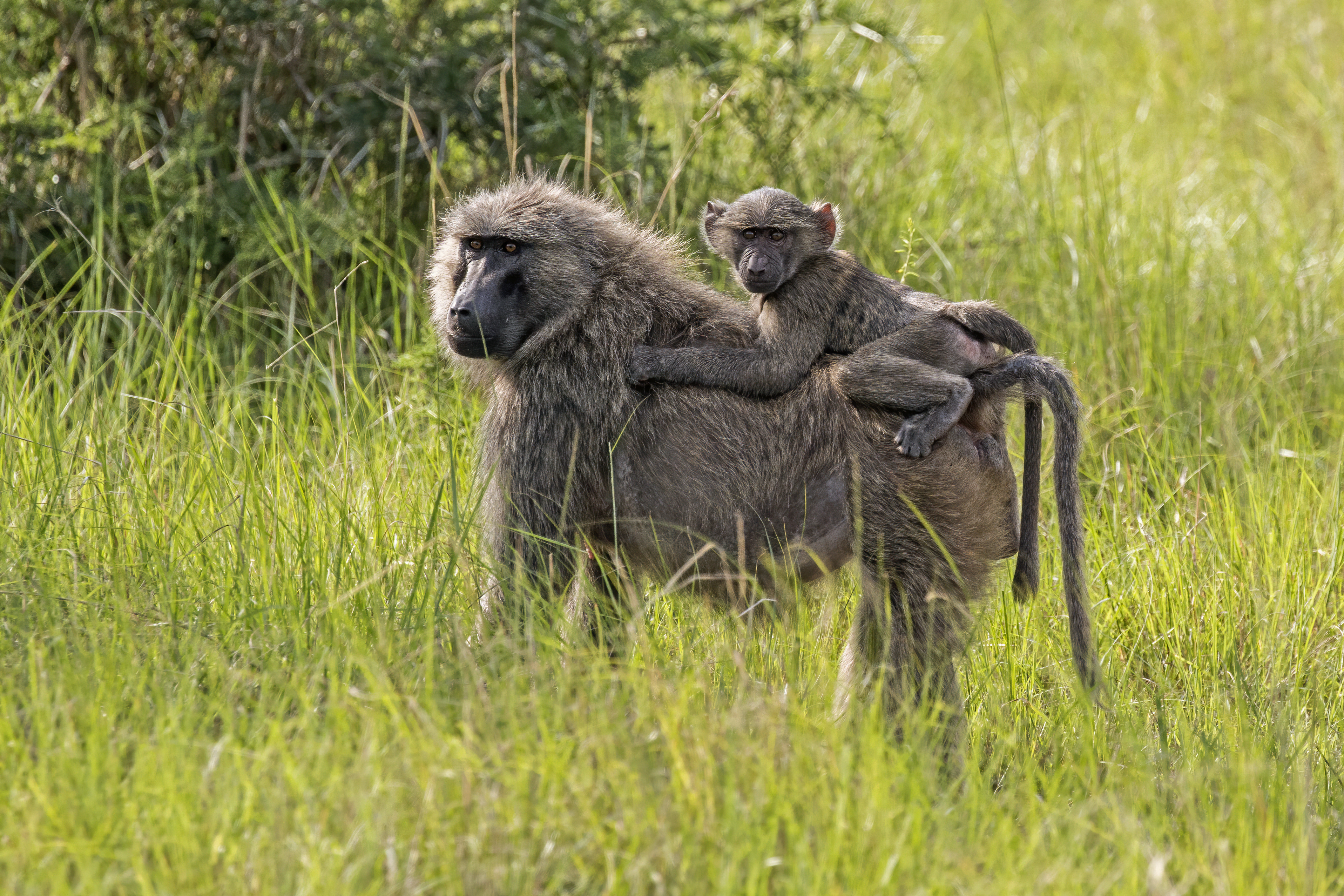
قرد البابون في منطقة مفتوحة

- تُظهر القردة آكلة اللحوم والأسماك مثل قرود البابون وقرد الباتاس ثاني أكبر كتلة جسم متوسطة. [1]
- يتمتع البشر بمجموعة متنوعة من الأنظمة الغذائية لدرجة أنهم لا يعتمدون على مجموعة غذائية واحدة معينة. [1]

يعيش كل من الحيوانات آكلة اللحوم والنباتات المذكورة أعلاه وأغلب الرئيسيات آكلة اللحوم والنباتات في نطاقات مفتوحة، و خاصة المناطق البيئية ، حيث تلتقي منطقتان حيويتان .  في هذه البيئات، تكون وفرة الغذاء أقل نسبيًا من المناطق الأحيائية للغابات.  لذلك، سيتحول النظام الغذائي إلى مزيج من كميات قليلة من الطعام عالي الجودة، و كميات كبيرة من الطعام منخفض الجودة لتحقيق أقصى استفادة من العلف والطاقة. 

#### عالمية مبدأ جارمان بيل
إن الانحرافات عن الاتجاه المتوقع تثير تساؤلات حول عالمية المبدأ. يلاحظ ستيفن جيه سي جولين أنه عندما يتم تطبيق المبدأ لتقديم أي نوع من التفسير، فإنه يخضع للعديد من الظواهر الأخرى التي تحدث في نفس الوقت.  على سبيل المثال، يقيد نطاق الموائل حجم الكائن الحي؛ فالرئيسيات الكبيرة ثقيلة جدًا بحيث لا يمكنها العيش على قمم الأشجار.  وربما كان استخدام التعديلات أو حتى الأدوات كافياً للسماح باستهلاك قابل للتطبيق لجودة الغذاء التي لن تكون كافية بخلاف ذلك. 

### العملقة في الديناصورات
يمكن تصور الديناصورات المنقرضة، وخاصة الديناصورات الكبيرة، من خلال طريقتين أساسيتين.  الطريقة الأولى تتضمن السجلات الأحفورية؛ العظام و الأسنان. الطريقة الثانية تتضمن استخلاص الأفكار من الحيوانات الموجودة وكيف ترتبط كتلة أجسامها بنظامها الغذائي. 

#### مقارنة الهضم في الزواحف و الثدييات العاشبة الموجودة وربط ذلك بعملاقية الديناصورات
تتمتع الزواحف عمومًا بفترة احتفاظ أقصر من الثدييات.  ومع ذلك، يتم تعويض هذا الفقد في كفاءة الجهاز الهضمي من خلال قدرتها على معالجة الطعام إلى جزيئات أصغر للهضم.  الجسيمات الأصغر حجمًا أسهل في الهضم والتخمير. 
نظرًا لأن الديناصورات الأسطوانية من الزواحف، فمن المتوقع أن يكون لديها وقت احتفاظ مماثل للزواحف الموجودة.  ومع ذلك، فإن الافتقار إلى آليات تقليل الجسيمات (على سبيل المثال ، مطاحن المعدة ، وأسنان المضغ) يتحدى هذا التوقع.  افترض ماركوس كلاوس وآخرون أن الديناصورات ذات سعة أمعاء كبيرة جدًا تفسر هذا.  وقت الاحتفاظ يتناسب عكسيا مع كمية المدخول.  لذلك، فإن تجويف الأمعاء الموسع يسمح بزيادة تناول الطعام، وبالتالي تقليل وقت الاحتفاظ به على غرار الزواحف العاشبة الأخرى. 

#### القيود الغذائية
اعتبر دي إم ويلكينسون وجي دي روكستون أن العناصر الغذائية المتاحة هي العامل المحرك لضخامة الديناصورات. ظهرت الديناصورات الزاحفة خلال العصر الثلاثي المتأخر وانقرضت في نهاية العصر الطباشيري.  خلال هذه الفترة الزمنية، ربما كانت المواد النباتية العاشبة مثل الصنوبريات ، والجنكة ، والسيكاد ، والسراخس ، وذيل الحصان هي الخيار الغذائي للزواحف.    تحتوي هذه النباتات على نسبة عالية من الكربون والنيتروجين. سيتم استهلاك كميات كبيرة من هذه المواد النباتية لتلبية متطلبات الجسم من النيتروجين. ومن ثم، يتم استهلاك كمية أكبر من الكربون مما هو مطلوب. 
يزعم كلوز هامل اي ال Clauss( Hummel et al. (2005)، المذكور في ورقة ويلكنسلن( DM Wilkinson) و جي روكستون(GD Ruxton)،  أن الأحجام الأكبر لا تؤدي بالضرورة إلى تحسين كفاءة الجهاز الهضمي. بل إنه يسمح بتحديد أولويات العناصر الغذائية.  على سبيل المثال، إذا كان هناك نظام غذائي يحتوي على نسبة عالية من الكربون ولكن محتوى منخفض من النيتروجين، فإن تلبية متطلبات النيتروجين في النظام الغذائي يشير إلى استهلاك نظام غذائي يحتوي على مستوى عالٍ من الكربون. نظرًا لأن حجم الأمعاء يتناسب خطيًا مع كتلة الجسم، فإن الحيوانات الأكبر حجمًا لديها قدرة أكبر على هضم الطعام.